# Magyar Feltalálók Egyesülete
A Magyar Feltalálók Egyesülete (MAFE) az az 1989-ben Kőbányán megalapított közhasznú szervezet, nem profitorientált, mely a feltalálók és a szabadalmasok érdekvédelmét és érdekképviseletét látja el. Patrónusa Szent Jeromos. Jelszava "Alkotás - szeretet", amely a zászlóján is megtalálható.

## Története
A Magyar Feltalálók Egyesülete elődjének tekinti a Magyarországon 1947-ig működő Magyar Feltalálók Országos Szövetségét.
1989. augusztus 23-án 24 feltaláló részvételével megtartották az alakuló ülést. Az egyesületet a Fővárosi Bíróság 1989. augusztus 30-án jegyezte be.
Az Egyesület elnöke Dr. prof. Szántay Csaba akadémikus volt 1989 és 2016 között. 
1990-ben a Magyar Feltalálók Egyesülete belépett a Feltalálók Egyesületei Nemzetközi Szövetségébe (International Federation of Inventors' Associations, rövidítve IFIA).

## Tevékenysége, céljai
A Magyar Feltalálók Egyesületének működésének legfontosabb alapelve a szolidaritás és a demokrácia.
"Az egyesület törekszik arra, hogy a feltalálók a társadalom megbecsülésében részesüljenek, küzdeni kíván egy olyan gazdasági környezetért, amely hatékonyan ösztönzi és elismeri a megújító gondolkodást, az alkotómunkát, a feltalálói tevékenységet. A MAFE törekszik a műszaki kultúránk megismertetésére és megbecsülésére. Figyelemmel kíséri a feltalálók és a szabadalmasok érdekeit. A MAFE harcol a feltalálással kapcsolatos etikátlanság és igazságtalanság ellen."
A Magyar Feltalálók Egyesületének célja "az alkotóerő növelése és hatékony felhasználásának elősegítése, a találmányok létrejöttének, megvalósulásának és az új termékek kereskedelembe vételének előmozdítása."

## Tagság, vezetőség[1]

### Tagság
A Magyar Feltalálók Egyesületének tagja lehet
1. rendes tagként - bárki, aki legalább egy magyar szabadalom, illetve használati minta feltalálója vagy társfeltalálója, az egyesület alapszabályát betartja, és tagdíjat fizet;
2. pártoló tagként - bármely természetes vagy jogi személy, aki az egyesület alapszabályát betartja, és tagdíjat fizet.

### Vezetőség
- Elnök:  Dr. prof. Zoltán István[4]
- Alelnökök: Dr. Szunai Miklós és Subert István (korábban dr. Stefkó Béla volt az egyikük)
- Főtitkár: Dr. Vedres András
- Főtitkárhelyettes: Szöllősy János